# Campeonato Mundial de Atletismo em Pista Coberta de 1989
O Campeonato Mundial de Atletismo em Pista Coberta de 1989 foi a 3ª edição da competição, e ocorreu entre 3 e 5 de março de 1989 no Budapest Sportcsarnok em Budapeste, Hungria.

## Medalhistas

### Masculino
| Evento                      | Ouro                    | Ouro     | Prata                  | Prata    | Bronze                   | Bronze   |
| 60m detalhes                | CUB Andrés Simón        | 6s52     | GHA John Myles-Mills   | 6s59     | ITA Pierfrancesco Pavoni | 6s61     |
| 200m detalhes               | GBR John Regis          | 20s54    | GBR Ade Mafe           | 20s87    | USA Kevin Little         | 21s12    |
| 400m detalhes               | USA Antonio McKay       | 45s59    | TRI Ian Morris         | 46s09    | ESP Cayetano Cornet      | 46s40    |
| 800m detalhes               | KEN Paul Ereng          | 1m44s84  | BRA Zequinha Barbosa   | 1m45s55  | ITA Tonino Viali         | 1m46s95  |
| 1500m detalhes              | IRL Marcus O'Sullivan   | 3m36s64  | GDR Hauke Fuhlbrügge   | 3m37s80  | USA Jeff Atkinson        | 3m38s12  |
| 3000m detalhes              | MAR Saïd Aouita         | 7m47s94  | ESP José Luis González | 7m48s66  | FRG Dieter Baumann       | 7m50s47  |
| 60m com barreiras detalhes  | USA Roger Kingdom       | 7s43     | GBR Colin Jackson      | 7s45     | URS Igors Kazanovs       | 7s59     |
| Salto em distância detalhes | USA Larry Myricks       | 8,37 m   | FRG Dietmar Haaf       | 8,17 m   | USA Mike Conley          | 8,11 m   |
| Salto triplo detalhes       | USA Mike Conley         | 17,65 m  | CUB Jorge Reyna        | 17,41 m  | CUB Juan Miguel López    | 17,28 m  |
| Salto em altura detalhes    | CUB Javier Sotomayor    | 2,43 m   | FRG Dietmar Mögenburg  | 2,35 m   | SWE Patrik Sjöberg       | 2,35 m   |
| Salto com vara detalhes     | URS Rodion Gataullin    | 5,85 m   | URS Grigoriy Yegorov   | 5,80 m   | FRA Joe Dial             | 5,70 m   |
| Arremesso de peso detalhes  | GDR Ulf Timmermann      | 21,75 m  | USA Randy Barnes       | 21,28 m  | NOR Georg Andersen       | 20,98 m  |
| Marcha 5 km detalhes        | URS Mikhail Shchennikov | 18m27s10 | TCH Roman Mrázek       | 18m28s90 | URS Frants Kostyukevich  | 18m34s07 |

### Feminino
| Evento                      | Ouro                       | Ouro     | Prata                     | Prata    | Bronze                 | Bronze   |
| 60m detalhes                | NED Nelli Fiere-Cooman     | 7s05     | USA Gwen Torrence         | 7s07     | JAM Merlene Ottey      | 7s10     |
| 200m detalhes               | JAM Merlene Ottey          | 22s34    | JAM Grace Jackson         | 22s95    | URS Natalya Kovtun     | 23s28    |
| 400m detalhes               | FRG Helga Arendt           | 51s52    | USA Diane Dixon           | 51s77    | CAN Jillian Richardson | 52s02    |
| 800m detalhes               | GDR Christine Wachtel      | 1m59s24  | URS Tatyana Grebenchuk    | 1m59s53  | GDR Ellen Kiessling    | 1m59s68  |
| 1500m detalhes              | ROU Doina Melinte          | 4m04s79  | URS Svetlana Kitova       | 4m05s71  | GDR Yvonne Mai         | 4m06s09  |
| 3000m detalhes              | NED Elly van Hulst         | 8m33s82  | GBR Liz McColgan          | 8m34s80  | ROU Margareta Keszeg   | 8m48s70  |
| 60m com barreiras detalhes  | URS Yelizaveta Chernyshova | 7s82     | URS Lyudmila Narozhilenko | 7s83     | GDR Cornelia Oschkenat | 7s86     |
| Salto em distância detalhes | URS Galina Chistyakova     | 6,98 m   | ROU Marieta Ilcu          | 6,86 m   | URS Larisa Berezhnaya  | 6,82 m   |
| Salto em altura detalhes    | BUL Stefka Kostadinova     | 2,02 m   | URS Tamara Bykova         | 2,02 m   | FRG Heike Redetzky     | 1,94 m   |
| Arremesso de peso detalhes  | FRG Claudia Losch          | 20,45 m  | CHN Huang Zhihong         | 20,25 m  | GDR Christa Wiese      | 19,75 m  |
| Marcha 3 km detalhes        | AUS Kerry Saxby-Junna      | 12m01s65 | GDR Beate Anders          | 12m07s73 | ITA Ileana Salvador    | 12m11s33 |

## Quadro de medalhas
| Ordem | País               |    |    |    |    |
| 1     | União Soviética    | 4  | 5  | 4  | 13 |
| 2     | Estados Unidos     | 4  | 3  | 4  | 11 |
| 3     | Alemanha Oriental  | 2  | 2  | 5  | 9  |
| 4     | Alemanha Ocidental | 2  | 2  | 1  | 5  |
| 5     | Cuba               | 2  | 1  | 1  | 4  |
| 6     | Países Baixos      | 2  |    |    | 2  |
| 7     | Grã-Bretanha       | 1  | 3  |    | 4  |
| 8     | Jamaica            | 1  | 1  | 1  | 3  |
|       | Roménia            | 1  | 1  | 1  | 3  |
| 10    | Austrália          | 1  |    |    | 1  |
|       | Bulgária           | 1  |    |    | 1  |
|       | Irlanda            | 1  |    |    | 1  |
|       | Quénia             | 1  |    |    | 1  |
|       | Marrocos           | 1  |    |    | 1  |
| 15    | Espanha            |    | 1  | 1  | 2  |
| 16    | Brasil             |    | 1  |    | 1  |
|       | China              |    | 1  |    | 1  |
|       | Gana               |    | 1  |    | 1  |
|       | Checoslováquia     |    | 1  |    | 1  |
|       | Trindade e Tobago  |    | 1  |    | 1  |
| 21    | Itália             |    |    | 3  | 3  |
| 22    | Canadá             |    |    | 1  | 1  |
|       | Noruega            |    |    | 1  | 1  |
|       | Suécia             |    |    | 1  | 1  |
| TOTAL | TOTAL              | 24 | 24 | 24 | 72 |

Legenda
| Recorde mundial       | Recorde mundial (World record)               |                       | Recorde africano                      | Recorde africano (African) |                                           | Q | Classificado por posição (Qualified) |
| Recorde do campeonato | Recorde do campeonato (Championship record)  | Recorde da América    | Recorde da América (Americas)         | q                          | Classificado por melhor tempo (Qualified) |   |                                      |
| Melhor marca do ano   | Melhor marca do ano (World leading)          | Recorde asiático      | Recorde asiático (Asian)              | DNS                        | Não largou (Did not start)                |   |                                      |
| Recorde nacional      | Recorde nacional (National record)           | Recorde europeu       | Recorde europeu (European)            | DNF                        | Não terminou (Did not finish)             |   |                                      |
| Recorde pessoal       | Recorde pessoal do atleta (Personal best)    | Recorde da Oceania    | Recorde da Oceania (Oceania)          | DSQ / DQ                   | Desclassificado (Disqualified)            |   |                                      |
| Recorde da temporada  | Recorde da temporada do atleta (Season best) | Recorde sul-americano | Recorde sul-americano (South America) | NM                         | Sem marca (No mark)                       |   |                                      |